# Турнирът на най-добрите
Турнирът на най-добрите е кеч турнир, продуциран ежегодно от WWE, професионална кеч компания в Кънектикът, излъчван на живо по pay-per-view (PPV). Турнирът започва през 2009 г., замествайки Кибер неделя в края на октомври в календара на WWE.
Концепцията на шоуто включва мачове на „най-добрите“ между кечисти от марките Първична сила и Разбиване, а наградата е Трофея на най-добрите. Сред мачовете, отборен мач между 14 души се води между двете шоута. През 2009, шоуто което спечели най-много мачове печели трофея. Обаче, през 2010, печелещата марка се определя само от отборния мач между 14 души. Разбиване печели трофея и двата пъти, когато турнира се провежда.
Откакто създаването си, турнирът се води само в закрити арени и Съединените щати. Мачове за титли се провеждат и на двата турнира, където второстепенните титли се защитават преди главните титли в главните мачове. Мачовете, в който кечистите са от същите шоута са ограничени от Разширяването на марките
През 2011, Турнирът на най-добрите е заместен от Отмъщение през октомври. Обаче, през 2012 WWE оставчт само един турнир през октомври, Ад в клетка, спирайки Отмъщение и премествайки Ад в клетка в последната неделя на октомври.

## Концепция
Концепцията на турнира е серия от мачове между двете марки на WWE, Първична сила и Разбиване, от които получават трофея на най-добрите. Тези мачове включват Шампиона на Съединените щати срещу Интерконтиненталния шампион, и отборен мач между 14 души, представящи Първична сила и Разбиване. През 2009, се провежда отборен мач между шест диви, но не се провежда през 2010. Също отборния мач между 14 души е елиминационен през 2010. През 2009, марката победител се определя от броя спечелени мачове, но през 2010 отборния мач определя победителя.

## Дати и места
| № | Име                            | Дата        | Град                  | Място         | Главен мач                    | Отбори                                    |
| - | ------------------------------ | ----------- | --------------------- | ------------- | ----------------------------- | ----------------------------------------- |
| 1 | Турнирът на най-добрите (2009) | 25 октомври | Питсбърг, Пенсилвания | Mellon Arena  | Ренди Ортън срещу Джон Сина1  | Отбор Първична сила срещу Отбор Разбиване |
| 2 | Турнирът на най-добрите (2010) | 24 октомври | Минеаполис, Минесота  | Target Center | Ренди Ортън срещу Уейд Барет1 | Отбор Първична сила срещу Отбор Разбиване |

Мач за:
1↑Титлата на WWE